# Khalatse
Khalatse (oder auch Khalsi oder Khaltse) ist ein Ort 337 km östlich von Srinigar an der Straße nach Leh. 
Die Straße kreuzt den Indus in diesem Ort. Es leben ungefähr 1600 Menschen in der Ortschaft. Die Bedeutung des Ortes ergibt sich aus seiner Lage an der Stelle, wo die Straße auf das Tal des Indus trifft. Nahe dem Ort liegen die Ruinen eines befestigten Zollhauses.
Es gibt die Überreste einer Überschrift in Khalatse mit dem Namen Maharaja Uvima der als der Kushana König, Vima Kadphises identifiziert wird.
Lha chen Naglug (circa 1150–1175), ein Dard König baute eine Brücke über den Indus an genau der Stelle, an der sich die heutige Brücke befindet. genauso wie, die Bragnag Festung ungefähr 1,6 km oberhalb des heutigen Ortes als Sicherung für die Brücke. Die Brücke wurde in Konkurrenz zur nur 4, 8 km entfernt gelegenen Babu Khar Brücke gebaut und diente eindeutig dem Zweck Gebühren von den Reisenden einzunehmen. Von der Festung heißt es, dass sie die erste war, die im Land errichtet wurde. Die Ruinen der Festung sowie ausgedehnte Felder und Bewässerungsanlagen sind heute noch zu sehen. Lha chen Naglug baute auch eine Festung in Wanla.
Es gibt eine Reihe von historischen Felsbildern. Sie zeigen unter anderem eine Frau von der Volksgruppe der Dard, die einen Korb auf ihrem Rücken trägt und einen Mann, der eine Antilope jagt. Einige Männer tragen flache Hüte. Die Kleidung ist der, der heutigen Einwohner von Da und Hann ähnlich. Vor der Festung in Khalatse gibt es eine Inschrift in einer indischen Sprache, die wahrscheinlich aus der Zeit der Herrschaft der Dard stammt.

Brücke bei Khalatse. Foto aus der ersten Hälfte des 20. Jahrhunderts.

Eine deutsche Missionsstation der Herrnhuter Brüdergemeine die mit der Hauptmissionstelle in Leh verbunden war, wurde hier für rund 50 Jahre bis zur Unabhängigkeit Indiens 1947 betrieben. Die Missionsstation spielte eine wichtige Rolle in der medizinischen Versorgung und der Schulbildung verzeichnete aber nur wenige Kircheneintritte.
Wenn man sich Khaltse auf der Straße von Srinigar nähert, wird klar, das das man sich in einer buddhistischen Region befindet. Man sieht Chörten kleine Stupas, Manisteine und Gebetsfahnen. Flussaufwärts und flussabwärts von Khalatse sind die Menschen fast alle Buddhisten. Flussabwärts leben überwiegend Brokpa oder Dard.
Khalatse ist bekannt für seine Aprikosen. Da Khalatse ungefähr 400 m tiefer als Leh liegt, sind hier zwei Ernten pro Jahr möglich. Wenn in Leh im späten Mai gesät wird, sind hier die Pflanzen bereits gewachsen. Die erste Pflanze ist gewöhnlich grim eine Gerste (Hordeum vulgare L. var. nudum Hook. f.) in einer alten Form mit einer leichter zu entfernenden Hülle. Daraus wird Tsampa gemacht, ein Hauptnahrungsmittel in Ladakh. Die Erntezeit ist normalerweise Mitte Juli. Dazu werden Echter Buchweizen, Speiserüben und anderes Gemüse angebaut.

## Klima
In Khalatse herrscht ein lokales Steppenklima.
Der durchschnittliche Jahresniederschlag in Lamayuru beträgt 224 mm. Die Jahresmitteltemperatur liegt bei 7,3 °C.
|                       | Jan   | Feb   | Mär  | Apr  | Mai  | Jun  | Jul  | Aug  | Sep  | Okt  | Nov  | Dez  |   |      |
| Mittl. Tagesmax. (°C) | −3,5  | −0,3  | 5,3  | 12,9 | 19,3 | 23,5 | 26,7 | 26,2 | 22,4 | 16,0 | 8,9  | 1,1  | ⌀ | 13,3 |
| Mittl. Tagesmin. (°C) | −12,9 | −11,1 | −4,9 | 1,8  | 6,8  | 10,6 | 14,2 | 13,7 | 9,3  | 2,7  | −3,2 | −8,9 | ⌀ | 1,6  |
|                       |       |       |      |      |      |      |      |      |      |      |      |      |   |      |
| Niederschlag (mm)     | 32    | 33    | 46   | 23   | 19   | 7    | 11   | 11   | 13   | 7    | 5    | 17   | Σ | 224  |

| −12,9 |

| −11,1 |

| −4,9 |

| 1,8 |

| 6,8 |

| 10,6 |

| 14,2 |

| 13,7 |

| 9,3 |

| 2,7 |

| −3,2 |

| −8,9 |

| −12,9 |

| −11,1 |

| −4,9 |

| 1,8 |

| 6,8 |

| 10,6 |

| 14,2 |

| 13,7 |

| 9,3 |

| 2,7 |

| −3,2 |

| −8,9 |